# 猛虎島
《猛虎島》（英語：Tigerland）是一部2000年的美國戰爭電影，描述1971年路易斯安那州波克堡美國陸軍越戰戰場模擬訓練營的故事，由祖·舒密查執導，主演是哥連·費路，飾演美國陸軍二等兵Roland Bozz。

## 演員
- 哥連·費路 飾演 二等兵Roland Bozz
- 馬修·戴維斯 飾演 二等兵Jim Paxton
- 小克利夫頓·柯林斯 飾演 二等兵Miter
- 希亞·溫漢 飾演 二等兵Wilson
- 科爾·豪瑟 飾演 上士Cota
- 湯姆·蓋里 飾演 二等兵Cantwell
- 小尼爾·布朗（英语：Neil Brown Jr.） 飾演 二等兵Jamoa Kearns
- 多利·奇托 飾演 二等兵Ryan
- 尼克·西塞 飾演 上尉Saunders
- 阿非莫·奧米拉（英语：Afemo Omilami） 飾演一等士官長 Ezra Landers
- 麥特·傑拉德（英语：Matt Gerald） 飾演 中士 Eveland
- 米高·沙朗 飾演 中士 Filmore

## 外部連結
- 開眼電影網上《猛虎島》的資料（繁體中文）
- 豆瓣电影上《老虎连》的資料 （简体中文）
- 时光网上《虎阵战地》的資料（简体中文）
- AllMovie上《猛虎島》的资料（英文）
- 爛番茄上《猛虎島》的資料（英文）
- Box Office Mojo上《猛虎島》的資料（英文）
- TCM电影资料库上《猛虎島》的资料（英文）
- Metacritic上《猛虎島》的資料（英文）
- 互联网电影数据库（IMDb）上《猛虎島》的资料（英文）